# Hendrik Brugmans
Hendrik Brugmans (Amsterdam, Països Baixos, 13 de desembre de 1906 - Bruges, 12 de març de 1997) fou un intel·lectual neerlandès líder del Moviment Europeu.

## Biografia
Va néixer el 1906 a la ciutat d'Amsterdam, sent fill de l'historiador Hajo Brugmans i de Maria Keizer. Va estudiar història i literatura francesa a la Universitat d'Amsterdam i La Sorbona de París, on es graduà el 1934. Posteriorment fou professor universitari de la Universitat d'Utrecht, on ensenyà literatura francesa.
Durant la Segona Guerra Mundial fou fet presoner per part de la Gestapo, sent retingut entre els anys 1942 i 1944. Morí el 1997 a la ciutat de Bruges a l'edat de 90 anys.

## Idees europeistes
Líder del Moviment Europeu, fou cofundador i primer president de la Unió de Federalistes Europeus (UEF), fou també el primer rector del Col·legi d'Europa entre 1950 i 1972.
L'any 1951 fou guardonat amb el Premi Internacional Carlemany, concedit a la ciutat d'Aquisgrà, pels seus esforços en favor de la unitat europea.